# Osnabrück

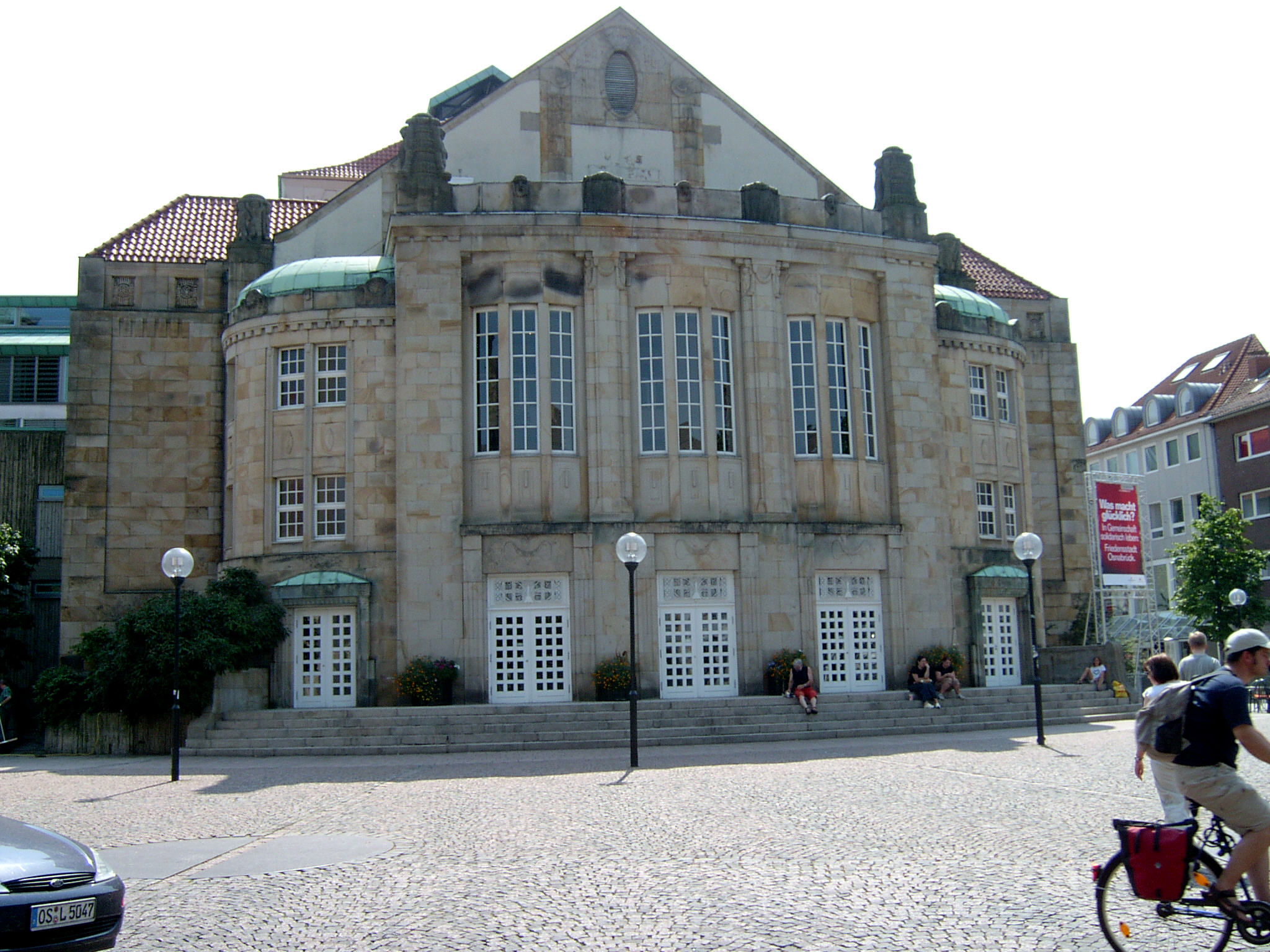
Nhà hát ở Osnabrück.

Osnabrück là một thành phố ở bang Niedersachsen, Đức. Thành phố có cự ly 80 km về phía bắc đông bắc thành phố Dortmund, 45 km về phía đông bắc Münster, và 100 km về phía tây Hannover. Thành phố có diện tích 119,8 km2, dân số thời điểm giữa năm 2006 năm là 163.357 người, lớn thứ 3 bang Niedersachsen.